# Limes (Getränk)
Limes (laɪmz) ist ein alkoholisches Getränk auf der Basis von Fruchtpüree. Im Handel erhältliche Limes bestehen zumeist aus Wodka mit bis zu 60 % Fruchtanteil. Der Alkoholgehalt liegt bei etwa 10 bis 20 % Vol. Am bekanntesten ist der klassische Erdbeerlimes, daneben gibt es beispielsweise Mango-, Sauerkirsch- und Himbeerlimes.
Der Unterschied zu einem Likör besteht darin, dass bei der Zubereitung des Likörs ein Ansatz aus Alkohol (Ethanol), Zucker und Früchten hergestellt und nach einigen Wochen gefiltert wird. Beim Limes werden die Früchte püriert und nicht mehr herausgefiltert.